# Conceição (Ourique)
Conceição é uma aldeia portuguesa do Município de Ourique que foi sede da extinta Freguesia da Conceição, freguesia que tinha 32,05 km² de área e 86 habitantes (2011), e, por isso, uma densidade populacional de 2,7 hab./km².
A Freguesia da Conceição foi extinta em 2013, no âmbito de uma reforma administrativa nacional, tendo sido agregada à freguesia de Panoias para formar uma nova freguesia denominada União das Freguesias de Panoias e de Conceição..
A antiga freguesia da Conceição era constituída por duas aldeias, Conceição e Alcarias. Duas aldeias outrora com algum poder de produção agrícola e nas quais habitavam várias famílias que trabalhavam dentro da própria freguesia. Nos dias de hoje o mesmo não acontece pois com a inexistência de infraestruturas e a consequente falta de emprego a sua população foi-se distribuindo por várias zonas do pais e algumas no estrangeiro, sendo a população actual envelhecida e com muito poucos jovens na freguesia.
Estas pequenas aldeias do interior do Alentejo apenas conhecem alguma actividade de maior nos tradicionais meses de férias (Junho, Julho, Agosto), em que se realizam as tradicionais festas de verão da Conceição, e nas épocas festivas (Páscoa, Natal), são hoje a escapatória de muitas famílias que pretendem algum sossego após uma semana intensiva de trabalho e stress em grandes meios. 
Também se destaca o antigo moinho de vento onde ainda se mói o trigo para a produção de farinha.

## População
| Populaçãoda freguesia de Conceição (1864 – 2011) | Populaçãoda freguesia de Conceição (1864 – 2011) | Populaçãoda freguesia de Conceição (1864 – 2011) | Populaçãoda freguesia de Conceição (1864 – 2011) | Populaçãoda freguesia de Conceição (1864 – 2011) | Populaçãoda freguesia de Conceição (1864 – 2011) | Populaçãoda freguesia de Conceição (1864 – 2011) | Populaçãoda freguesia de Conceição (1864 – 2011) | Populaçãoda freguesia de Conceição (1864 – 2011) | Populaçãoda freguesia de Conceição (1864 – 2011) | Populaçãoda freguesia de Conceição (1864 – 2011) | Populaçãoda freguesia de Conceição (1864 – 2011) | Populaçãoda freguesia de Conceição (1864 – 2011) | Populaçãoda freguesia de Conceição (1864 – 2011) | Populaçãoda freguesia de Conceição (1864 – 2011) |
| ------------------------------------------------ | ------------------------------------------------ | ------------------------------------------------ | ------------------------------------------------ | ------------------------------------------------ | ------------------------------------------------ | ------------------------------------------------ | ------------------------------------------------ | ------------------------------------------------ | ------------------------------------------------ | ------------------------------------------------ | ------------------------------------------------ | ------------------------------------------------ | ------------------------------------------------ | ------------------------------------------------ |
| 1864                                             | 1878                                             | 1890                                             | 1900                                             | 1911                                             | 1920                                             | 1930                                             | 1940                                             | 1950                                             | 1960                                             | 1970                                             | 1981                                             | 1991                                             | 2001                                             | 2011                                             |
| 546                                              | 532                                              | 640                                              | 667                                              | 718                                              | 793                                              | 824                                              | 853                                              | 801                                              | 680                                              | 348                                              | 274                                              | 208                                              | 141                                              | 86                                               |